# Nowoaleksiejewka (obwód lipiecki)
Nowoaleksiejewka (ros. Новоалексеевка) – wieś (ros. деревня, trb. dieriewnia) w zachodniej Rosji, w sielsowiecie spasskim rejonu wołowskiego w obwodzie lipieckim.

## Geografia
Miejscowość położona u źródła rzeki Dubawczik, 4 km od centrum administracyjnego sielsowietu spasskiego (Kazakowo), 6 km od centrum administracyjnego rejonu (Wołowo), 129 km od stolicy obwodu (Lipieck).
W granicach miejscowości znajdują się ulice: Ługowaja, Polewaja.

## Demografia
W 2012 r. miejscowość zamieszkiwały 63 osoby.